# Макрияни
Макрия́ни (греч. Μακρυγιάννη) — район Афин, расположен к югу от площади Синтагматос и простирается до храма Зевса Олимпийского. Назван в честь Иоанниса Макриянниса, участника Освободительной войны Греции 1821—1829 годов.
Граничит с районами Колонаки, Плака, Акрополь и Петралона. В районе Макрияни берёт своё начало одна из основных улиц Афин — проспект Сингру.

## Достопримечательности
- Храм Зевса Олимпийского
- Новый музей Акрополя

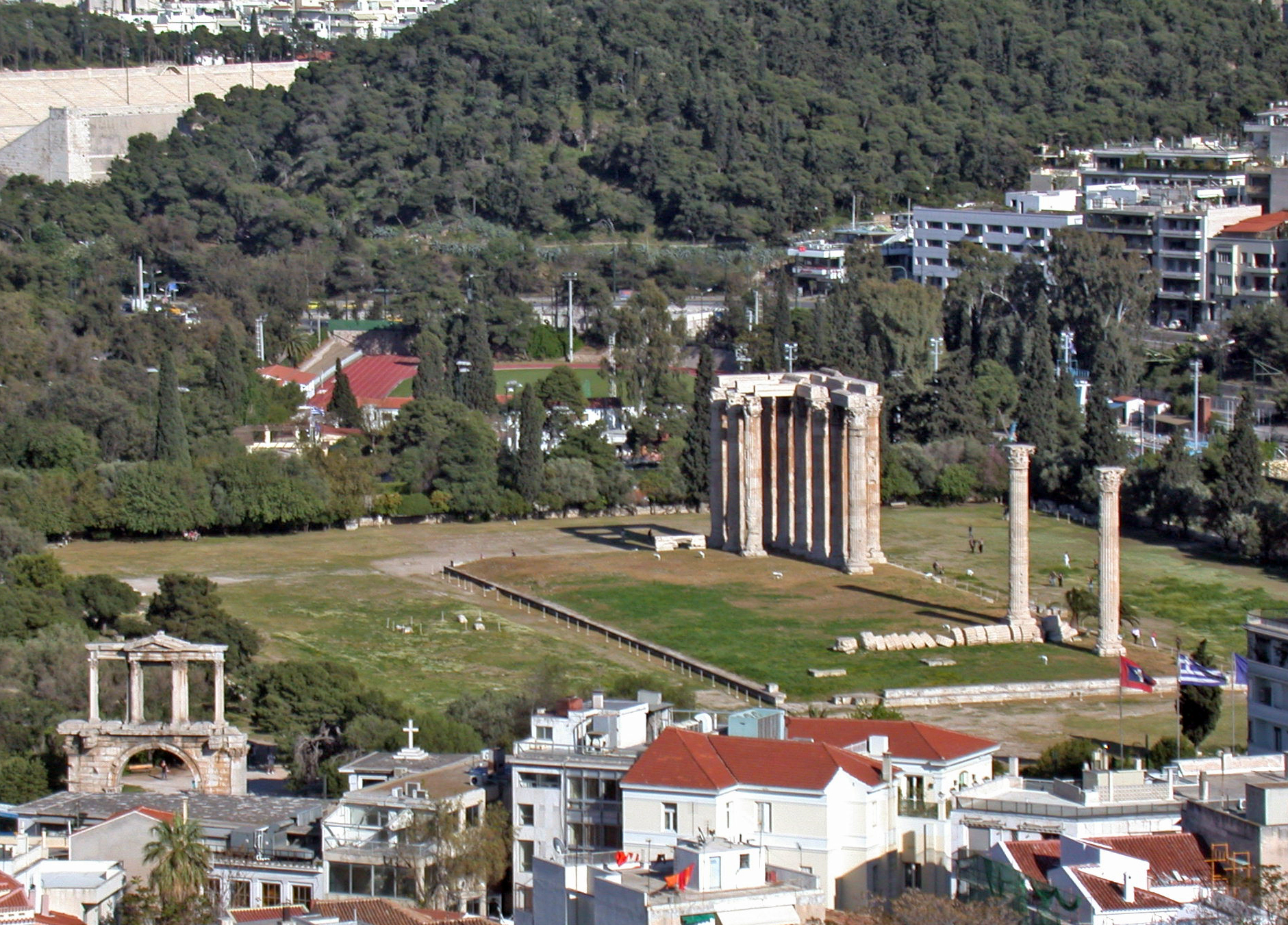
Храм Зевса Олимпийского

- улица Дионисия Ареопагита с неоклассической застройкой